# 卡塞塞區
卡塞塞區是非洲中部國家烏干達的111個區之一，由西部區負責管轄，首府是卡塞塞，總面積3389.8平方公里，距離首都坎帕拉約359公里，主要的經濟產業有農業、畜牧業和捕魚業，共有702029人。

## 外部連結
- Kasese District Information Portal （页面存档备份，存于）
- The Evolution of Ugandan Districts

00°11′N 30°05′E / 0.183°N 30.083°E
1. ↑  . KASESE DISTRICT.   [2024-12-28]. （原始内容存档于2024-08-10） （美国英语）.
2. ↑  . KASESE DISTRICT.   [2024-12-28]. （原始内容存档于2024-12-10） （美国英语）.